# ديك بيت
ديك بيت (بالإنجليزية: Dick Bate)‏ هو لاعب كرة قدم بريطاني، ولد في 21 أبريل 1946، وتوفي في 26 أبريل 2018. لعب مع نادي بوسطن يونايتد.